# Anacréon
Anacréon – (acte de ballet) – jednoaktowa opera-balet z roku 1757, później wykorzystana także jako III entrée opery-baletu Les Surprises de l’Amour (Niespodzianki miłości).
Typowa dla francuskiej tradycji operowej i dla twórczości Jeana-Philippe’a Rameau opera – balet skomponowana dla opery w Paryżu na sezon roku.